# Karl Rodbertus
Karl Rodbertus de son nom complet Johann Karl Rodbertus (né le 12 août 1805 à Greifswald et mort le 6 décembre 1875 à Jagetzow) est un économiste allemand. Il est l'inventeur du socialisme d'État.

## Biographie
Karl Rodbertus est issu d'une famille de Silésie. Son père Johann Christoph Rodbertus (de) est professeur de droit à Greifswald. Son grand-père maternel est l'économiste Johann August Schlettwein (de) de l'école de pensée physiocrate. 
Après avoir fait son Gymnasium (lycée) à Friedland, il commence ses études de droit en 1823 à Göttingen, avant de les poursuivre en 1825 à Berlin. 
En 1824, il est un des cofondateurs de la Burschenschaft Teutonia Göttingen.
Ses études terminées, il commence sa carrière dans l'administration prussienne. En 1830, il entreprend un voyage d'une durée de 2 ans en Europe de l'Ouest. À son retour, il commence des études d'économie nationale (Nationalökonomie). En 1835, il devient propriétaire du domaine de Jagetzow près de Völschow. Son exploitation agricole lui donne la possibilité de mener une existence de professeur privé. En 1839, il termine son premier essai : Die Forderungen der arbeitenden Classen (les revendications des classes ouvrières). Il y développe une théorie de la sous-consommation (de) et de la surpopulation, qui défend un contrôle des salaires.
En 1847, il devient député pour la circonscription de Usedom-Wollin, dans les rangs des chevaliers (comprendre noble), du parlement provincial de Poméranie (de) et prend ainsi part au parlement uni prussien. 
Après la révolution de mars de 1848, il devient le temps d'une semaine ministre de la Culture et de l'Éducation. En 1849, il est expulsé de Berlin en tant qu'« étranger ». Il est par la suite surveillé par la police sur son domaine de Jagetzow où il travaille à la rédaction de nouveaux travaux. En 1871, il est récompensé par un doctorat d'honneur de l'université de Iéna.

## Pensée
Rodbertus remet le capitalisme en question, mais n'est toutefois pas révolutionnaire, il est plutôt favorable à l'interventionnisme. Karl Marx et Friedrich Engels se montrent critique envers son travail.
Rosa Luxemburg et August Bebel se frottent également à ses écrits. Il est également très important sur le plan de la théorie pour Franz Oppenheimer.
Rodbertus soutenait l'abolition de la monnaie et la mise en place de bons du travail, tout en conservant le profit capitaliste et la rente foncière pendant un certain temps pour partager avec le travailleur le produit intégral du travail.

## Postérité
- Une plaque commémorative a été placée sur sa maison de Göttingen, 24 Judenstrasse[4].

## Œuvre
- (de) Thilo Ramm, Gesammelte Werke und Briefe. Zusammengestellt auf Grund früherer Ausgaben und mit Einleitung sowie Bibliographie, t. 6, Osnabrück, 1971/72, 549 p. (ISBN 978-3-535-01253-3 et 3-535-01253-8)
- (de) Deutscher Staat und Sozialismus, Potsdam, Protte, 1935